# Dieter Schubert
Dieter Schubert (Pirna, 11 de septiembre de 1943) es un deportista de la RDA que compitió en remo.
Participó en dos Juegos Olímpicos de Verano en los años 1968 y 1972, obteniendo dos medallas, oro en México 1968 y oro en Múnich 1972. Ganó dos medallas de oro en el Campeonato Mundial de Remo, en los años 1966 y 1970, y tres medallas de oro en el Campeonato Europeo de Remo entre los años 1967 y 1971.

## Palmarés internacional
| Juegos Olímpicos   | Juegos Olímpicos          | Juegos Olímpicos | Juegos Olímpicos   |
| Año                | Lugar                     | Medalla          | Prueba             |
| ------------------ | ------------------------- | ---------------- | ------------------ |
| 1968               | Ciudad de México (México) | Medalla de oro   | Cuatro sin timonel |
| 1972               | Múnich (RFA)              | Medalla de oro   | Cuatro sin timonel |
| Campeonato Mundial |                           |                  |                    |
| Año                | Lugar                     | Medalla          | Prueba             |
| 1966               | Bled (Yugoslavia)         | Medalla de oro   | Cuatro sin timonel |
| 1970               | St. Catharines (Canadá)   | Medalla de oro   | Cuatro sin timonel |
| Campeonato Europeo |                           |                  |                    |
| Año                | Lugar                     | Medalla          | Prueba             |
| 1967               | Vichy (Francia)           | Medalla de oro   | Cuatro sin timonel |
| 1969               | Klagenfurt (Austria)      | Medalla de oro   | Ocho con timonel   |
| 1971               | Copenhague (Dinamarca)    | Medalla de oro   | Cuatro sin timonel |